# Gaudenzio Colla
Gaudenzio Colla (Mareno di Piave, 22 gennaio 1959) è un ex calciatore italiano, di ruolo centrocampista.

## Carriera

### Club
Si mise in mostra nelle giovanili dell'Atalanta, vincendo a 15 anni un premio come «Speranza Azzurra» al Memorial Vittorio Pozzo di Torino. Nel 1977 passò al Cesena, in Serie B.
Giocò con la Sangiovannese nella Serie C2 1978-1979; indossò poi la maglia della Reggina in Serie C1 tra il 1980 ed il 1982, per un totale di 42 presenze. In seguito la sua carriera proseguì nelle serie minori.

### Nazionale
Nel 1977 con la Nazionale Under-20 partecipò ai Mondiali di categoria in Tunisia, disputando due partite (nella sconfitta 0-2 con il Brasile e nel pareggio 1-1 con la Costa d'Avorio).

## Palmarès

### Club

#### Competizioni internazionali
- Coppa Anglo-Italiana: 1

Pontedera: 1985